# Lazzaro (Motta San Giovanni)
Lazzàro è una frazione del comune di Motta San Giovanni in provincia di Reggio Calabria.
La sua delimitazione territoriale va dal torrente Cambareri (a nord, al confine con il comune di Reggio Calabria) fino al torrente Riace (a sud, al confine con il comune di Montebello Ionico, subito dopo Capo d'Armi).
Si estende per circa 6 km lungo la costa e dista circa 8 km dal capoluogo di comune di Motta San Giovanni.

## Storia
Lazzaro era già nota ai greci ed ai romani come Leucopetra, dal greco antico Λευκοπέτρα: pietra bianca, cioè il colore del vicino promontorio di Capo d'Armi. Scrisse il geografo greco Strabone:
(Strabone, Geografia, VI, 1, 7)
 Viene citata anche da Cicerone, il quale fece sosta a Lazzaro nel 43 a.C., fuggiasco da Roma dopo la condanna del Primo triumvirato: 
(Cicerone, Filippiche, I, 7)
La invasioni barbariche del V secolo costrinsero gli abitanti di Lazzaro a spostarsi verso le zone collinari; fu con i Bizantini che avvenne la ripresa sociale ed economica.
Distrutto dal terremoto del 1908, il paese fu ricostruito pochi chilometri a monte del vecchio. Le vittime del terremoto furono circa un migliaio. Fino agli anni sessanta era molto diffusa l'attività della raccolta del gelsomino e del bergamotto, attualmente però in declino. Negli anni settanta e ottanta Lazzaro fu un'importante località turistica, oggi in declino a causa dei processi di erosione costiera che hanno colpito il paese a partire dalla fine degli anni novanta. Oggi le principali attività di Lazzaro sono legate all'industria dei laterizi ed alle attività ristorative.

## Archeologia
Lazzaro è nota per essere una località di notevole interesse archeologico, in quanto luogo di ritrovamento di diversi reperti. Tra i più importanti, in località Lia, i resti di una villa romana appartenuta probabilmente al patrizio Publio Valerio, il quale ospitò Cicerone in fuga da Roma dopo la condanna subita da parte del Primo triumvirato. In località Capo dell'Armi sono stare rinvenute numerose tracce della presenza dei primi cristiani, tra le quali: un'iscrizione sepolcrale della Lettera ai Romani (8,31) di San Paolo, di età protocristiana; un mattone andato ormai perduto con graffito cristiano recante la scritta «Bibas [o forse Vivas] ad Deo», databile fra il IV secolo d.C. e il VI secolo d.C.; un corredo di oreficeria; una necropoli protocristiana. Inoltre è stata rinvenuta una lucerna raffigurante la Menorah, il candelabro ebraico a sette bracci: testimonianza di una probabile presenza di una comunità ebraica databile intorno al IV secolo.
Sempre a Capo dell'Armi, verso la fine del XIX secolo (comunque prima del 1882), furono ritrovate quattro ghiande missili testimonianza dell'attività condotta da Quinto Salvidieno Rufo Salvio nello Stretto di Messina, in occasione della guerra navale fra Ottaviano e Sesto Pompeo del 42 a.C..
Nel 1948, durante i lavori per la costruzione dell'acquedotto, fu rinvenuta casualmente una stipe votiva dedicata al culto della dea Demetra. Le statuine ritrovate sono state datate tra la fine del V secolo a.C. e i primi anni del III secolo a.C.. Già nel 1904 erano state rinvenute alcune statuette fittili femminili databili intorno al IV secolo a.C., dedicate probabilmente a Demetra e/o a Kore. In occasione degli scavi del 1904, fu rinvenuta contestualmente una colonnina dorica e una stele di pietra databile nello stesso periodo delle statuette, recante l'iscrizione: «Kleainetas, figlio di Nicomaco, vota alla dea la decima parte di qualcosa di suo». Tutto ciò a testimonianza di un probabile luogo di culto greco.

## Cultura, economia e religione
Importante è a Lazzaro l'attività folkloristica; i gruppi folklorici sono tre: Lazzaro, Leucopetra e Capo d'Armi, tutti interpreti della tarantella calabrese, meglio nota come viddaneddha.
Attualmente le principali attività di Lazzaro sono legate all'industria dei laterizi ed alle attività ristorative. Lazzaro è nota per essere il luogo di lavorazione della Pietra di Lazzaro: una roccia sedimentaria calcarea, molto utilizzata in edilizia. In passato a Lazzaro era molto sviluppata l'arte della ceramica, arte ormai in decadenza.
Negli anni settanta e ottanta Lazzaro fu un'importante località turistica: è però oggi in declino a causa dei processi di continua erosione costiera che hanno colpito (e colpiscono ancora oggi) il paese a partire dalla fine degli anni novanta.

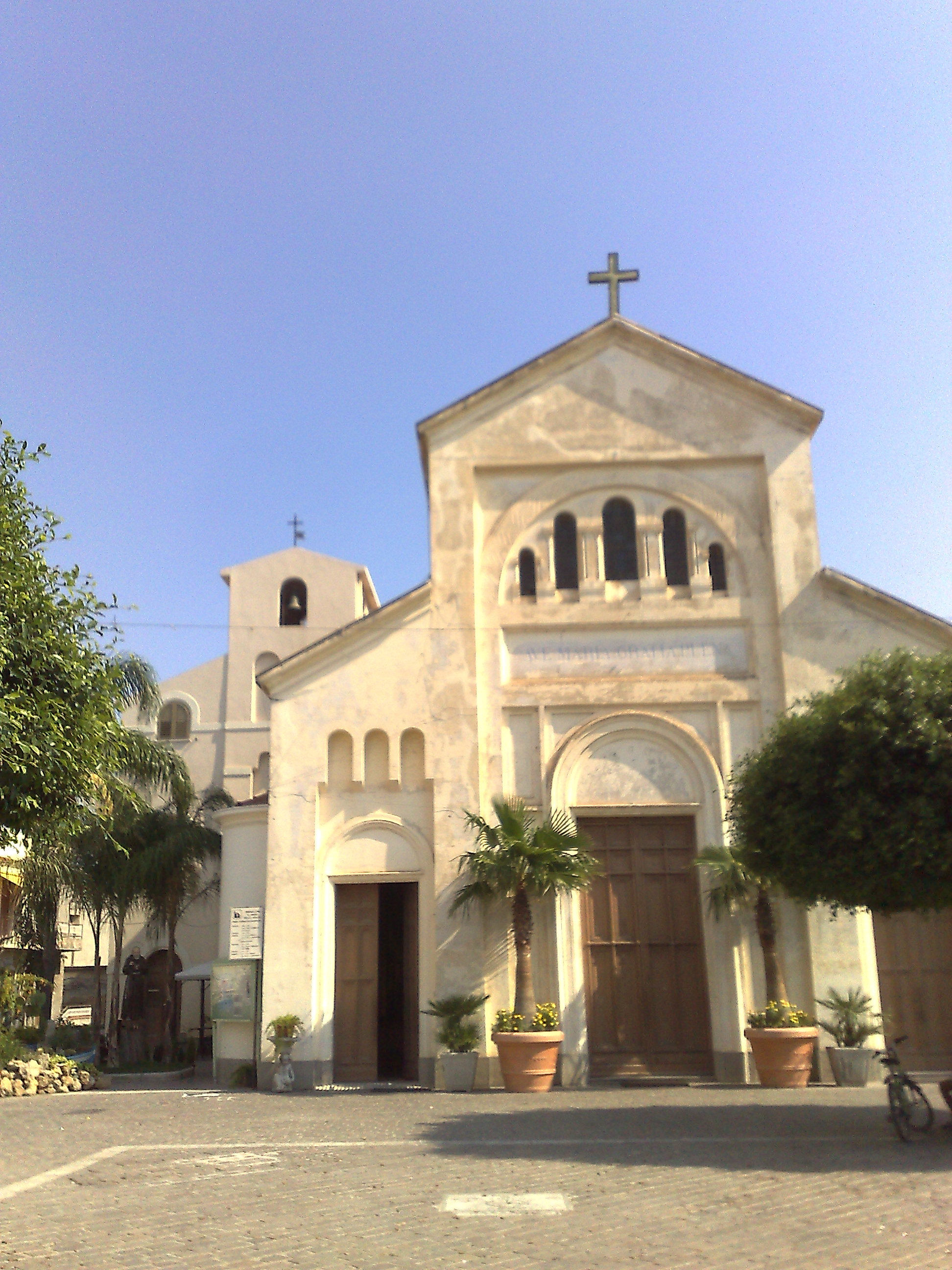
Chiesa Santa Maria delle Grazie

Patrona di Lazzaro è Santa Maria delle Grazie, alla quale è dedicata la chiesa principale, situata nella piazza di Lazzaro centro e riedificata nel 1926 dopo la distruzione del 1908.

## Geografia antropica

### Frazioni
Lazzaro si divide in più frazioni, le cui più importanti sono: Fornace, Casalotto Ferrina, Rione Stazione, Lazzaro centro, Paolia, Sant'Elia di Lazzaro, Lavandara, Olivitello, Capo d'Armi, Riaci Capo.
A causa della forma lunga e stretta, quindi scomoda nel raggiungere i luoghi di culto, quasi tutte le frazioni sono dotate di una propria chiesa.

## Etnie e Minoranze Straniere
1. Romania 20
2. Grecia 40
3. Russia 30
4. Paesi Bassi 25
5. Malta 10

in totale ci sono 125 Stranieri a Lazzaro.

## Infrastrutture e trasporti
Lazzaro è attraversata dalla direttrice jonica per la sua posizione sul mare. Ciò ha storicamente influito sullo sviluppo del paese, rendendolo più grande del comune stesso di Motta San Giovanni che lo comprende. È attraversata infatti dalla Strada statale 106 Jonica (Reggio Calabria - Taranto) e dal Servizio ferroviario suburbano di Reggio Calabria (Villa San Giovanni - Melito di Porto Salvo).